# Sphex gisteli
Sphex gisteli är en biart som beskrevs av Embrik Strand 1916. Sphex gisteli ingår i släktet Sphex och familjen grävsteklar. Inga underarter finns listade i Catalogue of Life.